# 1911 au cinéma
| Années du cinéma : 1908 - 1909 - 1910 - 1911 - 1912 - 1913 - 1914    |
| Décennies du cinéma : 1880 - 1890 - 1900 - 1910 - 1920 - 1930 - 1940 |

Cet article présente les faits marquants de l'année 1911 au cinéma.

## Événements
- Avril : Procédé de coloration des films Gaumont.
- Octobre : Premier studio de cinéma de Hollywood, sis au 6101 Sunset Boulevard. Le studio de David Horsley, le Nestor Studios, s'installe dans le village d'Hollywood qui est annexé par Los Angeles.
- Commercialisation du Kinémacolor par George Albert Smith & Charles Urban

- Paris, inauguration du Gaumont Palace, place de Clichy (avec 3400 places c'est le plus grand cinéma d'Europe) ; du Royal, boulevard de Port-Royal ; du Grand-Cinéma, avenue d'Orléans.

## Principaux films de l'année
- Napoléon à Sainte-Hélène (Napoleone a Sant'Elena), film de Mario Caserini - sortie en janvier
- Agrippine (Agrippina), film d’Enrico Guazzoni - sortie en janvier
- Le Souper de Borgia (La cena del Borgia), film de Giuseppe De Liguoro - sortie en janvier
- Anna Karénine, film de Maurice André Maître d’après le roman homonyme de Léon Tolstoï avec E. A. Soroktina (Anna Karénine), Nicolaï Vassiliev (Comte Karénine), Troianov (Vronsky) - sortie en février
- Marozia, film de Gerolamo Lo Savio - sortie en avril
- L'Épouse du Nil, film d’Enrico Guazzoni - sortie en juin
- The Battle of Trafalgar, film de J. Searle Dawley - sortie le 22 septembre
- Brutus (Bruto), film muet en noir et blanc italien réalisé par Enrico Guazzoni, avec Amleto Novelli - sortie en octobre
- Lady Godiva, film de J. Stuart Blackton - sortie le 21 octobre
- Madame Sans-Gêne, film d'André Calmettes avec Réjane - sortie le 13 novembre
- L'Enfer, film italien réalisé par Francesco Bertolini, Adolfo Padovan et Giuseppe De Liguoro
- L'Inferno est un film muet italien inspiré de la Divine Comédie et dirigé par Giuseppe Berardi et Arturo Busnengo.
- La Défense de Sébastopol (Оборона Себастополя) est un film muet russe historique de Vassili Gontcharov et Alexandre Khanjonkov
- Notre-Dame de Paris d’Albert Capellani avec Henry Krauss, Stacia Napierkowska et René Alexandre
- The Battle est un film américain muet réalisé par D. W. Griffith
- His Trust Fulfilled est un film américain muet réalisé par D. W. Griffith avec Mack Sennett
- La Revanche du ciné-opérateur est un film de Ladislas Starevitch
- La Jérusalem délivrée, film muet italien d'Enrico Guazzoni
- Ali Baba, film muet italien d'Enrico Guazzoni
- Francesca da Rimini, film muet italien d'Ugo Falena
- Guillaume Tell, film italien d'Ugo Falena
- Don Pedro el Cruel, film espagnol de Ricardo de Baños et Albert Marro (ca)
- Tristan et Yseult, film français d’Albert Capellani
- Boniface VIII, film italien de Gerolamo Lo Savio
- Tristan et Yseult, film italien d’Ugo Falena
- Julius Caesar, film britannique de Frank R. Benson (en)

## Principales naissances
- 5 janvier : Jean-Pierre Aumont, acteur français († 30 janvier 2001).
- 18 janvier : Danny Kaye, chanteur, humoriste et acteur américain († 3 mars 1987).
- 6 février : Ronald Reagan, acteur et président des États-Unis († 5 juin 2004).
- 22 avril : Torgny Wickman, réalisateur suédois († 24 septembre 1997).
- 26 mai : Maurice Baquet, acteur, musicien et alpiniste français († 8 juillet 2005).
- 27 mai : Herb Meadow, scénariste américain († 1er mars 1995).
- 16 juillet : Ginger Rogers, actrice américaine († 25 avril 1995).
- 5 août : Robert Taylor, acteur américain († 8 juin 1969).
- 6 août : Lucille Ball, actrice américaine († 26 avril 1989).
- 13 octobre : Ashok Kumar, acteur indien († 10 décembre 2001).
- 10 novembre : Harry Andrews, acteur britannique († 6 mars 1989).

## Film ayant pour titre « 1911 »
- 1911 (film)